# Alicia Bárcena Ibarra

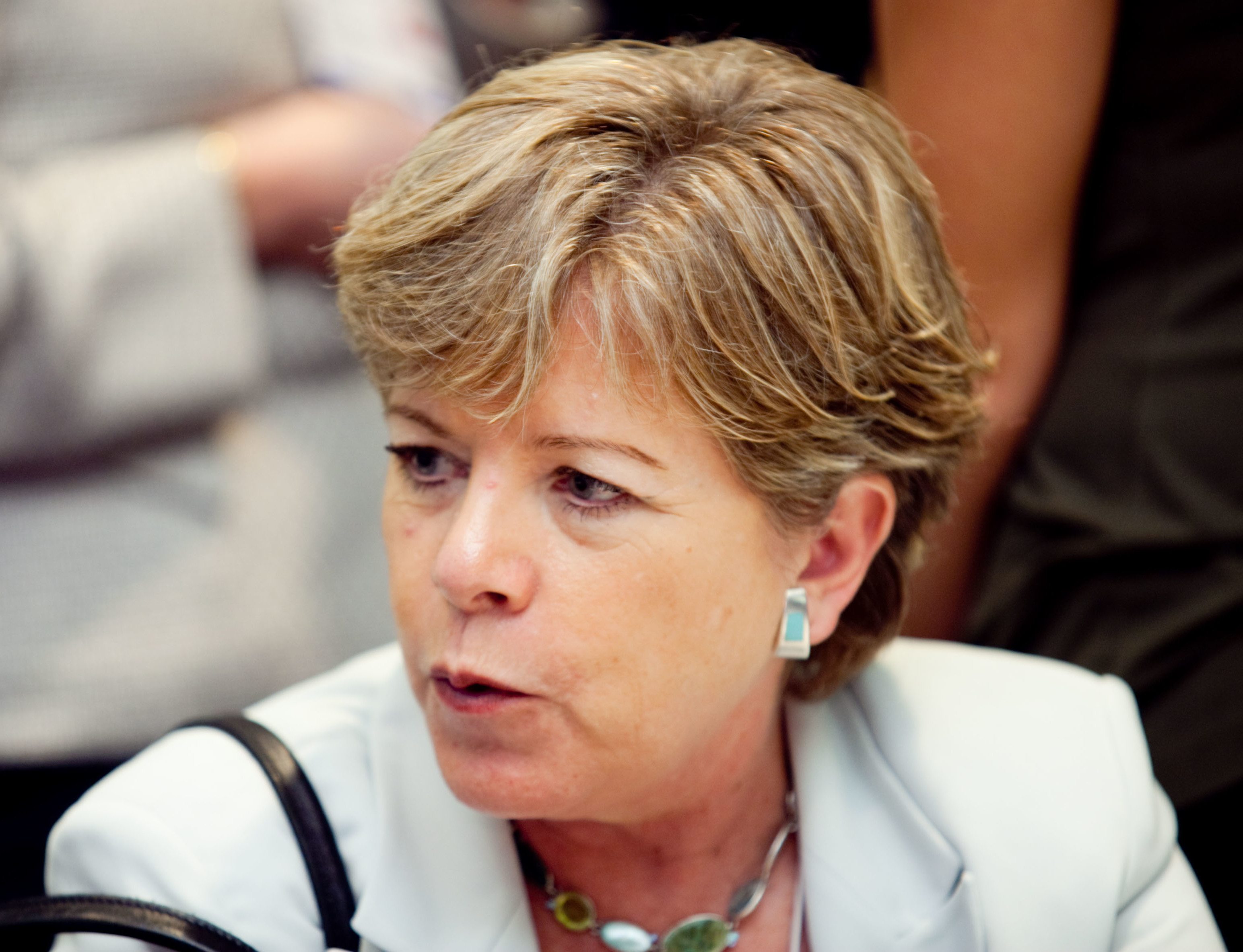
Alicia Bárcena Ibarra

Alicia Bárcena Ibarra (geb. 5. März 1952 in Mexiko-Stadt) ist eine mexikanische Biologin und Politikerin. Seit dem 1. Oktober 2024 ist sie die mexikanische Umweltministerin im Kabinett von Präsidentin Claudia Sheinbaum Pardo und setzt sich für eine nachhaltige und klimafreundliche Umweltpolitik ein.

## Leben
Bárcena wurde 1952 in Mexiko-Stadt geboren. Sie studierte Biologie an der Nationalen Autonomen Universität von Mexiko (UNAM) und erwarb einen Masterabschluss in Verwaltung öffentlicher Institutionen an der Harvard University. 1971 führte sie als Studentin den Kampf für Gerechtigkeit nach dem Massaker an Studenten durch die paramilitärische Gruppe Los Halcones an. Sie erhielt drei Ehrendoktorwürden von der Universität Oslo, der Universität Havanna und der UNAM.
Ihr beruflicher Werdegang begann in den 1980er-Jahren, als sie als Unterstaatssekretärin für Ökologie im mexikanischen Umweltministerium tätig war. Von 1988 bis 1990 leitete sie das Nationale Fischereiinstitut.

## Wirken
Bárcena war Stabschefin unter UN-Generalsekretär Kofi Annan (2006–2007) und Unter-Generalsekretärin für Verwaltung unter Ban Ki-moon (2007–2008). Von 2008 bis 2022 war sie Exekutivsekretärin der Wirtschaftskommission für Lateinamerika und die Karibik (CEPAL) und setzte sich für Gleichheit als Säule der nachhaltigen Entwicklung ein. Sie arbeitete auch als Koordinatorin des Umweltprogramms der Vereinten Nationen (UNEP) und gründete das Earth Council in Costa Rica, eine NGO zur Überwachung der Umsetzung der Vereinbarungen der UN-Konferenz über Umwelt und Entwicklung.
Von 2023 bis 2024 wirkte Bárcena als mexikanische Außenministerin und entwickelte ein mexikanisches Modell für menschliche Mobilität zur Bewältigung von Migrationsherausforderungen. Während dieser Zeit betrieb sie eine feministische Außenpolitik, förderte die Gleichstellung der Geschlechter und die Parität im mexikanischen Auswärtigen Dienst.
Im Jahr 2022 wurde sie zur mexikanischen Botschafterin in Chile ernannt, wo sie die bilateralen Beziehungen stärkte und die regionale Zusammenarbeit förderte. Eine ihrer Aufgaben war dabei die Gedenkfeier zum 50. Jahrestag des Staatsstreichs in Chile und die Betonung der Solidarität Mexikos. Im Juni 2024 wurde sie von der damaligen Präsidentin Claudia Sheinbaum zur zukünftigen Umweltministerin ernannt. Greenpeace Mexiko begrüßte ihre Ernennung und lobte ihre Bemühungen um die Annahme des Escazú-Abkommens, das die Demokratie, Menschenrechte und den Umweltschutz in Lateinamerika stärken soll.
Im Oktober 2024 forderte Bárcena, dass Entwicklungsländer zur Finanzierung von Naturschutzinitiativen einen Zugang zu ungenutzten Reserven des Internationalen Währungsfonds erhalten sollten. Sie betonte die Notwendigkeit vorbeugender Maßnahmen zum Schutz von Umweltaktivisten und unterstützte die Vorschläge des kolumbianischen Präsidenten Gustavo Petro zum Schuldenumtausch für Naturschutz.
Als Professorin und Forscherin an der UNAM verfasste sie zahlreiche Artikel zu nachhaltiger Entwicklung, Umweltschutz und öffentlicher Beteiligung.